# Doblar
Doblar je vas v Soški dolini, v bližini Ročinja in Kanala.